# Guerre Yan-Gojoseon
La Guerre Yan-Gojoseon est un conflit du IVe siècle av. J.-C. opposant l'état chinois des Yan au royaume coréen du Gojoseon. Les forces d'invasion chinoises sont menées par Qin Kai (general) (en) et parviennent à faire la conquête de la Péninsule du Liaodong.